# Florence Nibart-Devouard

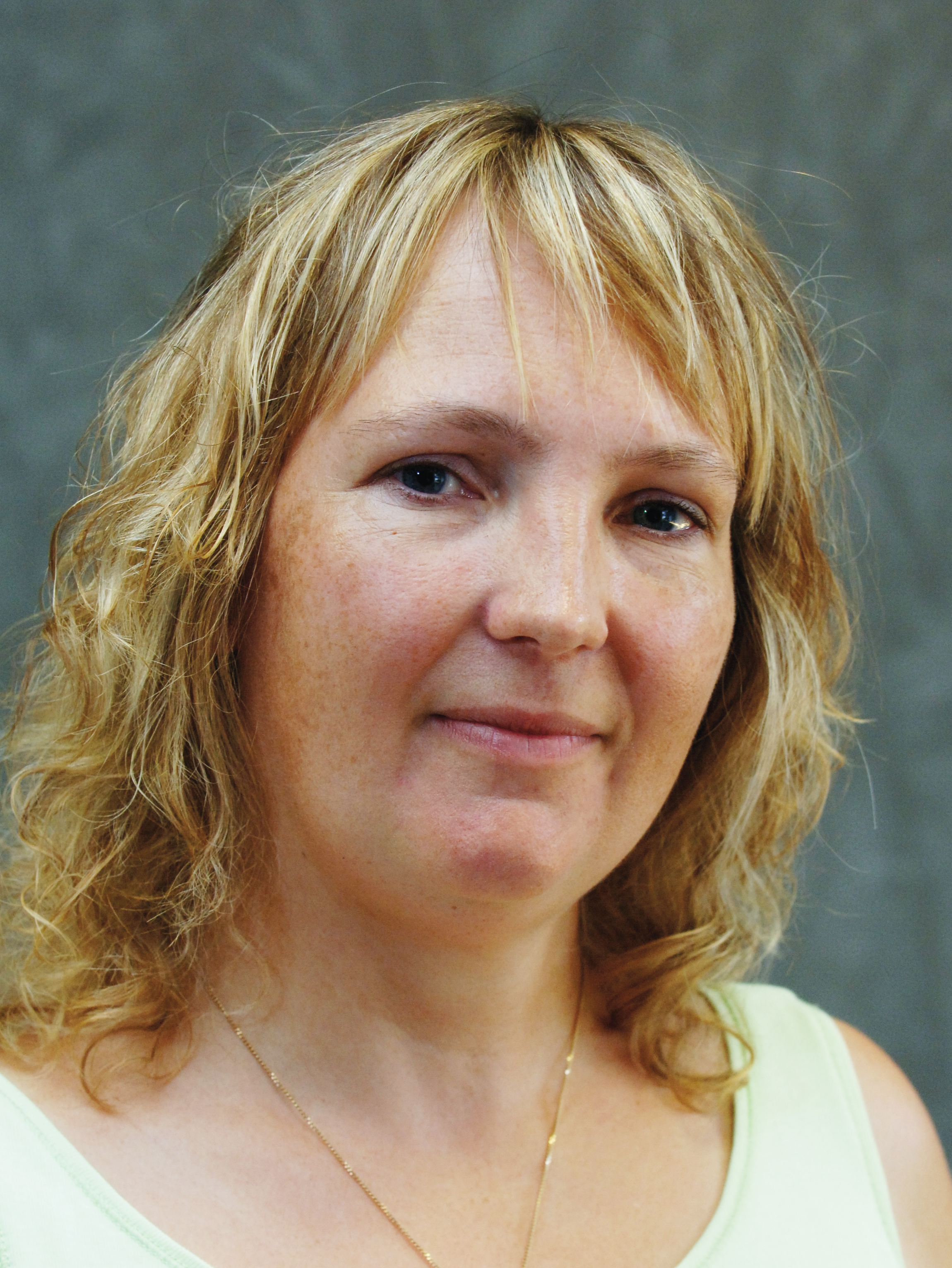
Florence Nibart-Devouard (2006)

Florence Jacqueline Sylvie Nibart-Devouard, geborene Nibart (* 10. September 1968 in Versailles) ist eine französische Agraringenieurin. Sie war von Oktober 2006 bis Juli 2008 Vorsitzende des Kuratoriums der Wikimedia Foundation, der Betreiberin der Wikipedia.

## Leben und Karriere
Florence Nibart wuchs in Grenoble auf. Später wohnte sie auch zeitweise in Antwerpen sowie in den USA, bevor sie 2005 nach Clermont-Ferrand zog. Sie studierte Agrarwissenschaften und machte ihren Abschluss als Agraringenieur an der École nationale supérieure d’agronomie et des industries alimentaires (ENSAIA) bei Nancy. Sie hat außerdem einen Abschluss in Genetik und Biotechnologie.
Nibart-Devouard übernahm am 21. Oktober 2006 den Vorsitz des Kuratoriums der Wikimedia Foundation von Wikipedia-Gründer Jimmy Wales. Ihr Nachfolger wurde im Juli 2008 Michael Snow.
2008 wurde Florence Nibart-Devouard zum Ritter des Ordre national du Mérite ernannt. Sie ist verheiratet und hat drei Kinder.